# Teke-Tege
Teke-Tege (auch Iteghe, Katege, Ketego, Tege, Nord-Teke, Tege, Teghe, Teke Alima und Teke Kali) ist eine Bantusprache und wird von circa 65.000 Menschen in der Republik Kongo und in Gabun gesprochen.
Sie ist in der Republik Kongo im Departement Cuvette in den Distrikten Ewo und Okoyo und im Departement Plateaux im Distrikt Abala mit 49.300 Sprechern und in Gabun in der Provinz Haut-Ogooué östlich von Franceville westlich des Flusses Mpama mit 15.700 Sprechern verbreitet.
Teke-Tege wird in der lateinischen Schrift geschrieben, circa 60 % der zweitsprachigen Sprecher können sie lesen und schreiben.

## Klassifikation
Teke-Tege bildet mit den Sprachen Ngungwel, Tchitchege, Teke, Teke-Eboo, Teke-Fuumu, Teke-Laali, Teke-Nzikou, Teke-Kukuya, Teke-Tsaayi, Teke-Tyee und Yaka die Teke-Gruppe. Nach der Einteilung von Malcolm Guthrie gehört Teke-Tege zur Guthrie-Zone B70.
81 % des Wortschatzes weisen Gemeinsamkeiten mit dem Wortschatz von Ombamba auf, 79 % mit dem von Teke-Kukuya, 77 % mit dem von Ngungwel, 76 % mit dem von Teke-Eboo, 75 % mit dem von Teke-Tyee, 74 % mit dem von Mbere und 73 % mit dem von Teke-Laali und Teke-Tsaayi.
Teke-Tege hat die Dialekte Kateghe (auch Nzikini) und Keteghe.